# Антонюк, Максим Антонович
Антоню́к Макси́м Анто́нович (19 октября 1895 — 30 июля 1961) — советский военачальник, генерал-лейтенант (1940).

## Первая мировая и Гражданская войны
Родился в деревне Мацы, ныне Пружанского района Брестской области Белоруссии в крестьянской семье. С детства трудился на торговых кораблях Рижского общества пароходства, был юнгой, матросом, кочегаром.
Служил в Русской императорской армии с июня 1915 года. Поступил на службу вольноопределяющимся в 20-й запасной мортирный дивизион. В апреле 1916 года окончил 3-ю Московскую школу прапорщиков, направлен младшим офицером в маршевой запасной батальон в Нарву. С октября 1916 года сражался в боях Первой мировой войны на Северном фронте, младший офицер 56-го Сибирского стрелкового полка 3-й Сибирской стрелковой дивизии 6-го Сибирского армейского корпуса, затем переведён в 72-й Сибирский стрелковый полк младшим офицером разведки и связи. Был ранен в бою, после лечения в госпитале служил в том же полку начальником обоза. После Февральской революции служил в том же полку помощником командира полка по хозяйственной части. Активно участвовал в революционных событиях на фронте в 12-й армии, был арестовал и сидел в тюрьме в городе Валка, но освобождён под давлением солдат. Последнее звание в русской армии — подпоручик.
В Красной гвардии с ноября 1917 года: приехав после освобождения из тюрьмы в Петроград, вступил в красногвардейский отряд матросов Кронштадта. Участник Октябрьской революции. Член РКП(б) с 1918 года.
В Красной Армии с самого её создания в феврале 1918 года. Был направлен в Харьков, помощником командира и инструктором 2-го Харьковского Пролетарского полка. Однако вскоре к городу подошли германско-австрийские войска, завершить формирование полка не успели. Антонюк с группой командиров уехал в Луганск, где спешно сформировал два батальона шахтёров, в одном из них сам стал командиром. Во главе батальона проделал Царицынский поход. Активный участник Гражданской войны в России.
С июня 1918 года — начальник топографического отдела Царицынского фронта, помощник начальника и начальник штаба Южной группы войск 5-й армии, помощник начальника Южного боевого участка, начальник 10-й стрелковой дивизии, начальник Камышинской группы войск 10-й армии, командир Камышинского полка. Участвовал в обороне Царицына на всём её протяжении, там стал известным К. Е. Ворошилову и И. В. Сталину. Был тяжело ранен.
После выздоровления с января 1919 года — помощник командира 2-го Таращанского полка 1-й Украинской советской дивизии Николая Щорса, командир 4-го Нежинского полка на Украинском фронте. С июня 1919 года — командир бригады 44-й стрелковой дивизии. С октября 1919 года — начальник группы войск Ровенского направления, вновь командир бригады в 44-й стрелковой дивизии, начальник Мозырской группы войск, командир 132-й пластунской бригады 44-й стрелковой дивизии. В боях на Украине был ранен ещё 2 раза.

## Межвоенный период
В октябре 1920 года направлен на учёбу в Военную академию РККА. С июня по октябрь 1921 года командовал 136-й отдельной пограничной бригадой, затем вновь возвращён в академию. Окончил её в 1924 году. С июля 1924 года командовал 4-й Туркестанской стрелковой дивизией, которая активно вела боевые действия против басмачей, одновременно был начальником войск в Средней и Западной Бухаре.
С мая 1925 — командир 5-й Витебской им. Чехословацкого пролетариата стрелковой дивизии, с октября 1927 — командир 3-й Крымской стрелковой дивизии. С октября 1930 года по февраль 1931 года — преподаватель Военной академии РККА имени М. В. Фрунзе. С февраля 1931 года — командир и военком 8-го стрелкового корпуса в Украинском военном округе (штаб в г. Житомир). 
26 января—10 февраля 1934 года делегат XVII съезда ВКП(б). В это время член ЦК КП(б) Украины.
С июня 1937 года — командующий войсками Сибирского военного округа. В июне 1938 года на основании показаний бывшего коменданта Кремля П. П. Ткалуна об участии Антонюка в антисоветской организации был снят с должности командующего СибВО и направлен в распоряжение Управления по командному составу. Положение М. А. Антонюка усугублялось тем, что его младший брат, капитан, был арестован и находился под следствием. Шесть месяцев он оставался без нового назначения, с большим трудом ему удалось оправдаться, и в декабре 1938 года он получил назначение преподавателем тактики в Военной академии РККА им. М. В. Фрунзе. С июня 1940 года — начальник пехоты РККА. С 2 августа 1940 года — заместитель генерал-инспектора пехоты РККА.

## Великая Отечественная война
В начале Великой Отечественной войны занимался комплектованием, формированием и расформированием стрелковых и кавалерийских соединений, подготовкой маршевого пополнения. С августа 1941 года — командующий Петрозаводской оперативной группой войск 7-й армии, а с сентября — 48-й армией Ленинградского фронта, которая под ударами превосходящих сил противника вела бои в районе города Шлиссельбург, 14 сентября полевое управление армии расформировано, а М. А. Антонюк назначен командующим группой войск 54-й армии Ленинградского фронта на мгинском направлении. В тяжелейших боях Ленинградской оборонительной операции не проявил себя отвечающим современной войне командиром и через месяц командования группой войск был снят. С октября 1941 года находился в распоряжении Маршала Советского Союза К. Е. Ворошилова, сдавшего командование войсками Ленинградского фронта генералу армии Г. К. Жукову, был руководителем группы контроля при Ворошилове.
С июня 1942 года М. А. Антонюк — командующий 3-й резервной армией, с 10 по 27 июля — командующий созданной на её базе 60-й армией Воронежского фронта, но в ходе Воронежско-Ворошиловградской операции вновь проявил себя не с лучшей стороны, снят с командования и два месяца находился в распоряжении Военного совета Воронежского фронта. С сентября 1942 года — заместитель, затем временно исполняющий должность командующего 2-й резервной армией Ставки ВГК. С апреля по 10 июля 1943 года заместитель командующего войсками Степного военного округа (с 10 июля 1943 года — Степной фронт). В этой должности М. А. Антонюк проделал большую работу по подготовке войск к предстоящим боевым действиям, проявив высокие организаторские способности, твёрдую волю и решительность в выполнении задач, поставленных командующим войсками фронта. С июля 1943 года на протяжении 4 месяцев не получал нового назначения.
С октября 1943 года М. А. Антонюк — помощник командующего по формированиям войсками Прибалтийского (с 20 октября 2-го Прибалтийского) фронта, войска левого крыла которого во взаимодействии с 1-м Прибалтийским фронтом вели наступление на витебско-полоцком направлении. В январе-феврале 1944 года фронт участвовал в Ленинградско-Новгородской наступательной операции. Наступлением в районе Новосокольников войска фронта сковали 16-ю немецкую армию и не допустили переброски её сил под Ленинград и Новгород. В ходе Старорусско-Новоржевской операции они продвинулись на 110—160 км и вышли на подступы к Острову, Пушкинским Горам, Идрице. В июне 1944 года зачислен в группу офицеров при Маршале Советского Союза Г. К. Жукове.
С февраля 1945 года до конца войны находился в распоряжении Военного совета 1-го Белорусского фронта.

## Послевоенное время

Могила М. А. Антонюка на Новодевичьем кладбище Москвы.

После войны с мая по октябрь 1945 года — в распоряжении Главного управления кадров Наркомата обороны СССР. С октября 1945 года по июль 1946 года — заместитель командующего войсками Львовского военного округа (с мая 1946 — Прикарпатский военный округ) по высшим учебным заведениям. С июля 1946 года был в распоряжении управления кадров Сухопутных войск СССР. С января 1947 года в отставке по болезни.
Скончался 30 июля 1961 года в Москве, похоронен на Новодевичьем кладбище.

## Воинские звания
- комкор (20 ноября 1935 года)[4]
- генерал-лейтенант (4 июня 1940 года)[5].

## Награды
- Орден Ленина (21.02.1945)[6]
- Три ордена Красного Знамени (1922, 22.02.1938, 3.11.1944)
- Орден Суворова II степени (6.04.1945)
- Орден Отечественной войны I степени (27.08.1943)
- Медали СССР
- Иностранная награда: Орден «Крест Грюнвальда» 2-й степени (Польша)